# Fisher Spur
Der Fisher Spur ist schroffer Felssporn im Norden des ostantarktischen Viktorialands. In den Usarp Mountains erstreckt er sich unmittelbar nördlich des Mount Nero von der Westflanke der Daniels Range in nördlicher Richtung.
Das Advisory Committee on Antarctic Names benannte ihn 1970 nach dem Geophysiker Dean F. Fisher, der im Rahmen des United States Antarctic Research Program zwischen 1967 und 1968 auf der McMurdo-Station tätig war.